# Humanitarian daily ration
 (mars 2024).

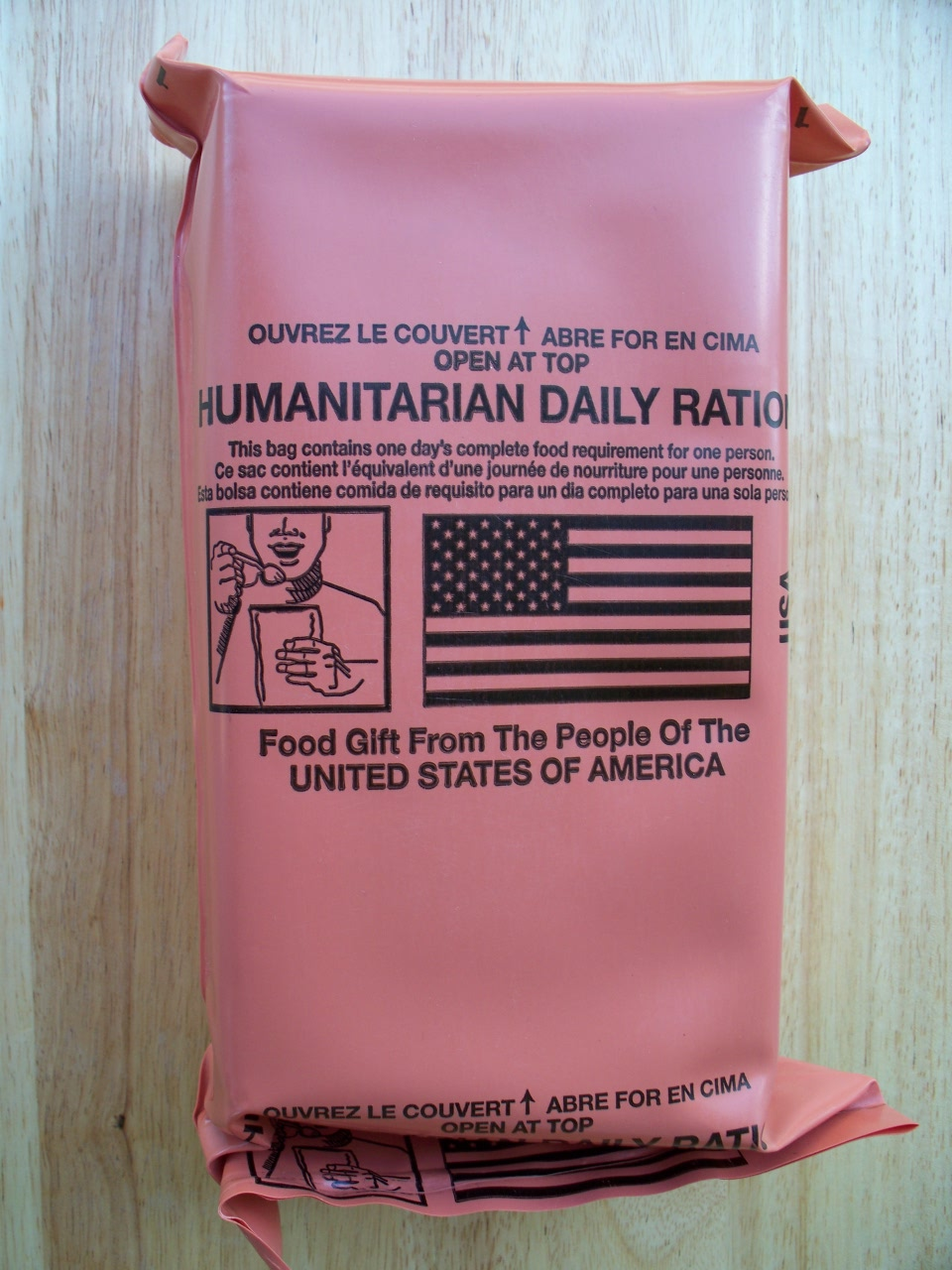
Une humanitarian daily ration moderne.

Les Humanitarian daily rations (littéralement « rations journalières humanitaires », abrégé en « HDR ») sont des rations alimentaires fabriquées aux États-Unis et destinées à être fournies aux civils et autres personnels non-militaires lors d'une crise humanitaire,. Chacune d'entre elles est conçue pour subvenir aux besoins alimentaires quotidiens d'une seule personne et a une valeur nutritive d'un peu plus de 2 200 calories (9 200kJ). Ces rations ont une durée minimale de conservation d'environ trois ans et leur contenu, végétarien, est conçu pour convenir à une variété de groupes religieux et ethniques. Elles coûtent environ un cinquième du coût d'un Meal, Ready-to-Eat (littéralement « repas prêt-à-manger », abrégé en « MRE »), les rations de combat de l'armée américaine, soit 4,70 $ US en 2012. Les HDR ont été utilisées pour la première fois en Bosnie en 1993 dans le cadre de l'opération Provide Promise.

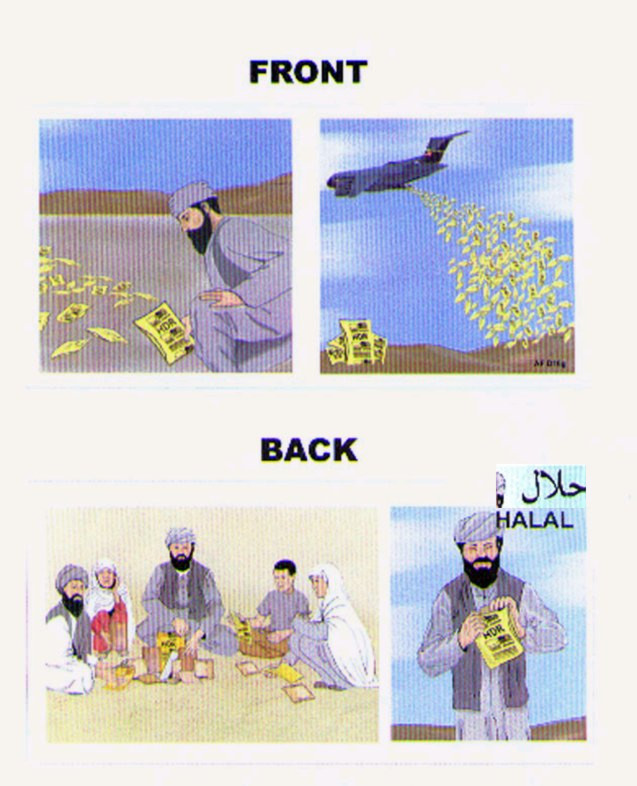
Un tract, largué en Afghanistan, annonçant un programme de largage de HDR.

Depuis leur développement et leur utilisation, en 1993, jusqu'à novembre 2001, les HDR avaient un emballage en plastique jaune vif. Ce choix de couleur s'est avéré problématique dans les régions du monde où des bombes à fragmentation américaines étaient utilisées, comme l'Afghanistan. Les sous-munitions, telles que les BLU-97/B, étaient en effet colorées de la même nuance de jaune,. En apercevant cette couleur de loin, les destinataires des rations confondaient ainsi parfois des sous-munitions non-explosées avec les HDR. Le gouvernement américain a donc introduit un nouvel emballage, rose saumon cette fois, pour distinguer les repas des bombes. Cette couleur est celle des rations modernes.
Les repas sont conçus pour pouvoir supporter un largage aérien sans parachute, plus sûr pour les destinataires que le parachutage de grandes palettes de rations. Un largage de rations individuelles a par ailleurs l'avantage d'empêcher la saisie de palettes entières par une seule personne ou un seul groupe, quand elles sont destinées à une population entière. Malgré cette particularité des rations, leur parachutage en palettes est néanmoins aussi utilisé.
Les HDR sont mises à disposition de populations défavorisées au sein même des États-Unis par l'intermédiaire d'organisations telles que l'Armée du salut. Elles ont également été distribués aux sinistrés lors des ouragans Katrina et Rita par l'Agence fédérale de gestion des urgences américaine (FEMA).

## Emballage et distribution
Chaque ration est subdivisée en plusieurs paquets. Chaque paquet contient une sélection de produits alimentaires correspondant à des menus prédéterminés, ainsi qu'un paquet contenant du piment, du poivre, du sel, du sucre, une cuillère, des allumettes, une serviette humide sans alcool et une serviette en papier,.
Les HDR produites par les États-Unis sont fabriqués par les mêmes entreprises qui produisent les MRE des forces armées américaines. Comme pour les rations de combat, les composants alimentaires des rations humanitaires sont conçus pour pouvoir être consommés sans préparation supplémentaire, comme la cuisson. Ces rations n'incluent toutefois pas les chauffe-rations sans flamme que l'on retrouve dans les MRE.

## Contenu type
1. Plat principal, deux parmi :
  - Ragoût de lentilles ou d'orge;
  - Riz jaune ou aux herbes;
  - Haricots rouges et riz;

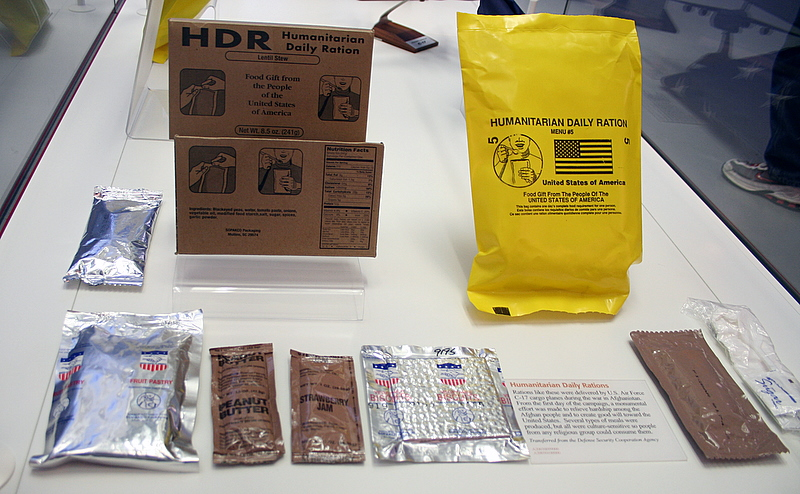
Une ration journalière humanitaire, dans un des emballages jaunes en vigueur de 1993 à 2001, et son contenu exposé au Musée national de l'air et de l'espace américain.

  - Haricots et riz à la sauce tomate;
  - Petits pois à la sauce tomate;
  - Haricots aux pommes de terre;
2. Biscuit sablé;
3. Barre aux figues;
4. Crackers aux légumes;
5. Beurre d'arachide;
6. confiture de fraise;
7. Pâtisserie aux fruits (du style Pop-tart);
8. Paquet d'accessoires contenant :
  - Carnet d'allumettes;
  - Sachets de sel, poivre et sucre;
  - Paquet de piment rouge en poudre;
  - Serviette humide (sans alcool);
  - Serviette en papier;
  - Cuillère en plastique.

## Caractéristiques
| Durée de conservation | 36 mois à 80 degrés Fahrenheit (26,666666666667 °C) |              |
| Poids                 | 850,5g (30 onces) |              |
| Calories              | ≥ 2 200 calories |              |
| Nutrition             | \| \| Masse ( grammes ) \| En calories% \| \| ------------ \| ----------------- \| ------------ \| \| Protéine \| 55-70 \| 10-13 \| \| Graisse \| 67-73 \| 27-30 \| \| Les glucides \| ≥ 345 \| ≥ 60 \| Pour les micronutriments, voir les données techniques complètes. |              |
| Contenus interdits    | La HDR est conçue pour « assurer l’acceptation la plus large possible de ses divers consommateurs potentiels, ayant une variété de restrictions religieuses et alimentaires, dans le monde entier ». - Ne contient aucun produit animal, à l'exception d'une quantité limitée de produits laitiers, en dessous de la limite qui poserait un problème pour une personne intolérante au lactose. - Tout alcool ou ingrédient à base d’alcool est également interdit. |              |
| Composant infantile   | Toutes les rations contiennent une pâte de fruit ou pudding, adaptés à l'alimentation des nourrissons. |              |
| Couverts              | Toutes les rations contiennent une cuillère et une serviette en papier imbibée d'un nettoyant non toxique et sans alcool. |              |
|                       | Masse ( grammes ) | En calories% |
| Protéine              | 55-70 | 10-13        |
| Graisse               | 67-73 | 27-30        |
| Les glucides          | ≥ 345 | ≥ 60         |

## Programme américain en Afghanistan
Le 15 octobre 2001, les États-Unis annoncent la distribution de rations journalières humanitaire en Afghanistan.
Le 24 octobre, le contre-amiral John Stufflebeem fait état de ses craintes que les Talibans n'empoisonnent l'aide alimentaire américaine,. Stufflebeem déclare alors que les États-Unis ont distribué 785 000 rations depuis le début du programme, le 7 octobre 2001.